# Centre commercial Île Napoléon
Le centre commercial Île Napoléon est un centre commercial français implanté en périphérie de Mulhouse sur les communes d'Illzach et de Sausheim, en Alsace, sur l'ancien site de l'Île Napoléon. Il a été inauguré en 1973.
Il est le plus grand centre commercial du Haut-Rhin.
Le centre appartient à deux foncières : Henderson Global Investors (en) et Carrefour Property.

## Historique
Ce centre a été inauguré en 1973 et est détenu successivement par les enseignes Escale et Euromarché, avant d'être racheté par Carrefour en 1993. Des opérations de rénovation ont eu lieu en 1995 et d'extension en 1998.
En novembre 2012, le groupe Klépierre, ancien propriétaire du centre, revend ses parts (ainsi que celles du centre commercial de Grand Quétigny près de Dijon) au groupe britannique Henderson Global Investors (en),.

## Caractéristiques physiques
Le centre comprend 10 600 m2 de galerie dont 6 500 m2 de boutiques et une surface hypermarché de 13 000 m2.

### Localisation et accès
Le centre Île Napoléon est un centre commercial de périphérie qui bénéficie de la proximité de l’intersection des axes routiers Nord – Sud (A35 Strasbourg – Bâle) et Est – Sud Ouest (A36 – Dijon).

### Aménagement intérieur
Le centre commercial comprend 60 boutiques, dont dix restaurants, et est entouré de nombreuses autres enseignes venues s'installer à son voisinage immédiat.

## Caractéristiques commerciales

### Performances économiques
Historiquement, ce centre commercial a toujours réalisé de bonnes performances et permet de créer une dynamique et attractivité importante. L'hypermarché a ainsi été classé dans le cercle très fermé des hypermarchés milliardaires en francs. La galerie réalise quant à elle plus de 40 millions d'euros de chiffre d'affaires annuel.

### Communication et opérations commerciales
Entre 2005 et 2008, la communication du centre s’est axée sur son emplacement stratégique, au cœur du Pays des Trois frontières et de ses axes autoroutiers, ainsi que dans la partie est de l'agglomération mulhousienne. Le centre a également développé son implantation au cœur de l’Alsace et des Alsaciens. Le centre se montre également acteur de la vie locale, aux côtés des collectivités locales. Ainsi, en 2009, le centre a accueilli les journées de la sécurité intérieure, avec la présence du secrétaire d'État et ancien maire de Mulhouse Jean-Marie Bockel. En 2010, le centre accueille le départ d'une étape du tour Alsace, course internationale inscrite au calendrier UCI.

## Sources